# Shoei
Shoei Co., Ltd (яп. 株式会社) — японська компанія, відомий виробник мотоциклетних шоломів преміум класу. Займає понад 50 % світового ринку елітних шоломів. Незважаючи на велику популярність, штат компанії не перевищує 500 осіб, а вся продукція випускається виключно у Японії.

## Назва
Історія про назву компанії наступна. У Японії кожен період правління імператора має своє ім'я. Shoei була заснована у період правління імператора Хірохіто, так звану еру Шова (англ. Showa). Перших три літери назви компанії взяті саме з Showa, дві наступних взяті з імені засновника компанії Ейтаро Камати (Eitaro Kamata).

## Історія
Витоки створення Shoei відносяться до 1954 року, з моменту заснування компанії «Shoei Kako Co., ltd», яка спочатку виробляла шоломи для будівництва.
Засновник Shoei, Ейтаро Камата, почав виробляти шоломи для гоночних мотоциклів у 1960 році на заводі у Токіо. Вони відповідали вимогам Японського промислового стандарту (JIC).
У 1965 році компанія «Honda Motor Co.» визнала шоломи Shoei як свої «справжні» шоломи, збільшивши популярність і доступність марки. «Shoei Safety Helmet Corp.» була створена в 1968 році, незабаром після будівництва заводу в Ібаракі.
У 1986—1987 роках у шоломах Shoei вперше застосовано кевлар та вуглецеве волокно.
В 1989 році відкрио ще один завод у Іваті.

## Продукція
На компанію припадає понад 50 % світового ринку мотоциклетних шоломів преміум класу. Близько 80 % продажів припадає на закордонні ринки, такі як Європа та США. Шоломи марки Shoei можна зустріти у понад 50 країнах світу. Процес виготовлення шоломів Shoei складається з кількох етапів, одним з яких є перевірка готового продукту в аеродинамічному тунелі. Цей процес є невід'ємним інструментом, щоб побачити, як саме шолом буде рухатися, адже саме так він буде поводитися і в умовах реальної дійсності під час їзди. Існує декілька параметрів перевірок Shoei під час тестування шоломів в аеродинамічному тунелі:
- аеродинаміка;
- ефективність вентиляційних отворів;
- ефективність спойлерів.

## Підтримка спорту
Компанія є спонсором та постачальником екіпірування багатьом спортсменам. Зокрема, багаторазовий чемпіон світу з шосейно-кільцевих мотоперегонів MotoGP Марк Маркес під час змагань використовує звичайний серійний шолом марки «Shoei X-Spirit II». Крім того, станом на 10.09.2014 р. Shoei підтримує:
- MotoGP: Марк Маркес, Бредлі Сміт (клас MotoGP), Сандро Кортезі, Ренді Крумменахер, Томас Люті, Маттіа Пасіні (Moto2), Зульфамі Хайруддін, Алекс Маркес, Артур Сіссіс (Moto3);
- World Superbike: Юджин Лаверті;
- World Supersport: Жуль Клузель, Флоріан Маріно, Кенан Софуглу
- MX2 GP: Джеремі Сівер;
- FMX: Ремі Бізу;
- WMX GP: Ларісса Папенмейєр;
- Ендуро: Джонні Аубер;
- Supermoto: Мауно Хермунен;
- Ралі: команда HRC RALLY.

## Вплив Великого тохокуського землетрусу
У 2011 році обидва заводи компанії, розташовані у Іваті та Ібаракі, зазнали руйнування внаслідок Великого тохокуського землетрусу. Їх ремонт був оцінений у 63 млн. єн.